# Raymond Beadle

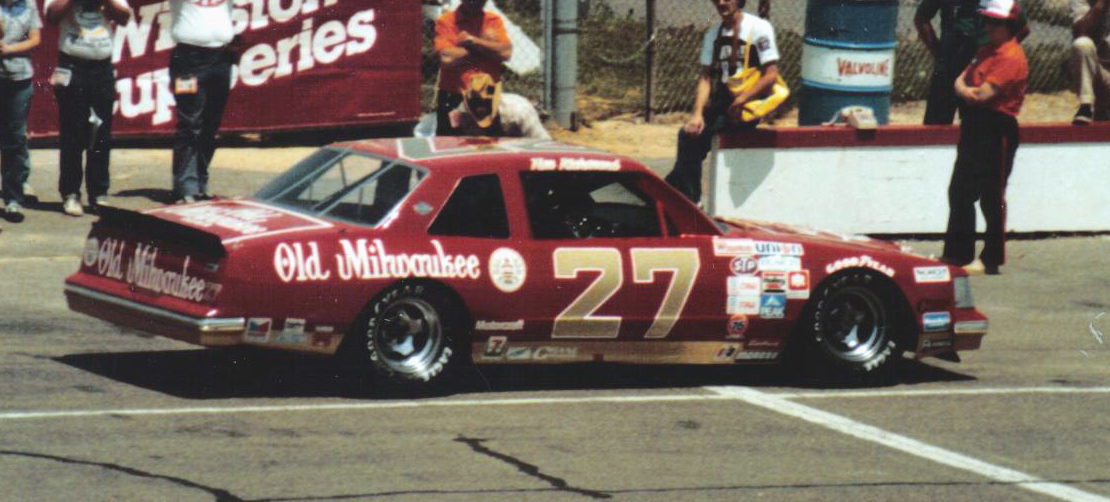
Tim Richmond, Fahrer Nr. 27 im Team Beadle (1983)

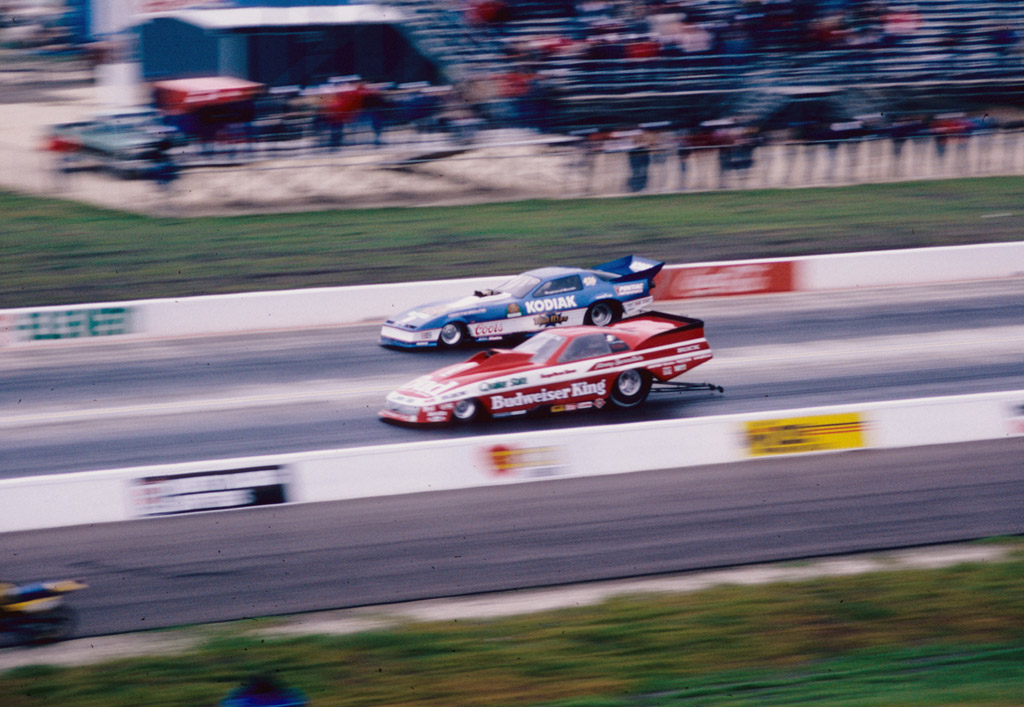
Beadles Funny Car mit Tom McEwen gegen Kenny Bernstein (1987)

Raymond Beadle (* 16. Dezember 1943 in Spur, Texas; † 20. Oktober 2014 in Dallas, Texas) war ein US-amerikanischer Automobilrennfahrer und Teambesitzer.
Beadle war der Besitzer des Rennstalls Blue Max Racing, bekannt vor allem durch die Dragster-Rennen. Er selbst gewann die NHRA-Funny-Car-Meisterschaften von 1979 bis 1981 sowie die IHRA-Funny Car-Meisterschaften von 1975/76 und 1981.
Sein Team startete auch von 1983 bis 1990 in der NASCAR; sein Fahrer Rusty Wallace gewann 1989 den Winston-Cup.
1987 ging er als Rennfahrer und 1990 als Rennstallbesitzer in Ruhestand. 2014 wurde er in die Motorsports Hall of Fame of America aufgenommen.